# ケーテ・クラウス
ケーテ・クラウス（Katharina "Käthe" Anna Krauß、1906年11月29日 - 1970年1月9日）は、ドイツの陸上競技選手である。彼女は1936年に開催されたベルリンオリンピックに参加して、女子陸上競技100メートル走で銅メダルを獲得した。

## 経歴
ケーテ・クラウスは短距離走を得意とした選手だった。ベルリンオリンピックの100メートル走でクラウスは、1次予選で12秒1の記録で1位、準決勝では11秒9の記録で2位となって決勝に進んだ。決勝では11秒9の記録でアメリカ代表のヘレン・スティーヴンス、ポーランド代表のスタニスラワ・ワラシェビッチに続いて銅メダルを獲得した。
クラウスは、女子400メートルリレー走にもリレーメンバーの一員として出場した。予選2組で当時の世界新記録46秒4を記録して決勝に進出したが、決勝では失格して記録なしの成績に終わっている。